# ウペンドラ・トリヴェディ
ウペンドラ・トリヴェディ（Upendra Trivedi、1936年7月14日 - 2015年1月4日）は、インドの俳優、映画監督、映画プロデューサー。グジャラート語映画で最も有名な俳優の一人に挙げられ、代表作には『Mehndi Rang Lagyo』『Jogidas Khuman』『Liludi Dharti』がある。出演した舞台演劇のタイトルから「アビナイ・サムラート(Abhinay Samrat)」の通称でも知られている。

## 生涯

### 生い立ち
インドール出身。ウペンドラは4人兄弟（3男1女）次男であり、兄バールチャンドラは教育学者、弟アルヴィンドはテレビシリーズ『ラーマーヤナ』のラーヴァナ役で知られる俳優である。家族はイダール出身で、彼が初等教育を終えた後にウッジャインに移住した。青年期は兄と共にボンベイで暮らし、傘の製造工場で働いていた。ウペンドラはムンバイ大学芸術学部を卒業している。

### 俳優
ウペンドラは大学在学中に複数のドラマに出演し、1970年代から俳優として40年間活動した。当初は学費を支払うために『Vanraj Chavdo』『Mehndi Rang Lagyo』などのグジャラート語映画で端役として出演し、1971年にラヴィンドラ・デイヴが監督した『Jesal Toral』が興行的な成功を収め、ウペンドラも知名度を上げた。
1993年にパンナラール・パテールの小説を原作とした『Manvi Ni Bhavai』を監督し、同作は国家映画賞 グジャラート語長編映画賞を受賞している。またマヌバーイ・パンチョーリーの小説を原作とした『Jher To Peedhan Jani Jani』の監督・プロデューサーを務めた。
また舞台俳優としても活動し、『Abhinay Samrat』では7役を演じた。ヒンディー語映画『Jungle Main Mangal』では弟アルヴィンドと共演して悪役を演じている。

### 政治家
ウペンドラは1980年代から政治活動を始め、1985年にグジャラート州議会議員に当選した。また2000年3月31日から2002年7月19日にかけて州議会副議長を務めた。

### 死去
2015年1月4日にムンバイで死去した。ウペンドラは妻との間に2人の子供をもうけていた。

## 顕彰
1989年にパドマ・シュリー勲章を受章し、またパンディット・オームカルナート・タクール賞を受賞している。